# Amtsbezirk Ruttebüllerkoog
Der Amtsbezirk Ruttebüllerkoog war ein Amtsbezirk im Kreis Tondern in der Provinz Schleswig-Holstein.
Der Amtsbezirk wurde 1889 gebildet und umfasste die drei Gemeinden Alter Friedrichenkoog, Neuer Friedrichenkoog und Ruttebüllerkoog. Um 1900 wurden die Gemeinden Alter Friedrichenkoog und Neuer Friedrichenkoog zur Gemeinde Friedrichenkoog zusammengefasst. 1920 wurde der Amtsbezirk aufgelöst und die Gemeinden aufgrund der Volksabstimmung in Schleswig an Dänemark abgetreten.